# 短瓣兰属
短瓣兰属（学名：Monomeria）是兰科下的一个属，为附生兰。该属共有4种，分布于喜马拉雅地区至印度支那。

## 下属物种
- 短瓣兰 Monomeria barbata
- 麻栗坡短瓣兰 Monomeria fengiana